# Masoala madagascariensis
Espèce
Statut de conservation UICN

 CR C2a(i); D : 
En danger critique
Masoala madagascariensis est une espèce de plantes de la famille des Arecaceae.

## Publication originale
- Henri Jumelle, « Nouveaux palmiers de Madagascar », Annales du Musée colonial de Marseille, vol. 1 (série 5), no 1,‎ 1933, p. 28–29 (lire en ligne [PDF] sur odyssee.univ-amu.fr).